# Nathalie Mälzer
Nathalie Mälzer (geboren 27. September 1970 in Berlin) ist eine deutsche Literaturwissenschaftlerin und Übersetzerin. Sie publiziert auch unter dem Namen Nathalie Mälzer-Semlinger.

## Leben
Nathalie Mälzer studierte von 1989 bis 1994 Allgemeine und Vergleichende Literaturwissenschaft, Theater- und Filmwissenschaften an der FU Berlin und der Sorbonne Nouvelle Paris III, sie wurde 2009 an der Universität Duisburg-Essen promoviert.
Seit dem Jahr 2000 arbeitet sie als Literaturübersetzerin, Dolmetscherin und Moderatorin literarischer Veranstaltungen. Ab 2009 war sie Wissenschaftliche Mitarbeiterin am Institut für Übersetzungswissenschaft und Fachkommunikation der Universität Hildesheim und ab Ende 2012 Juniorprofessorin für Transmediale Übersetzung. Seit Anfang 2018 ist sie dort ordentliche Professorin für Transmediale Übersetzung.
Mit ihrer Kollegin Claudia Stein erhielt sie im Jahr 2000 den Stefan-George-Preis für junge Übersetzer aus dem Französischen, der von der Heinrich-Heine-Universität alle 2 Jahre vergeben wird.
Sie ist verheiratet und hat ein Kind.

## Werke (Auswahl)
- Proust oder ähnlich. Proust-Übersetzen in Deutschland. Arsenal, Berlin 1996
- Die Vermittlung französischer Literatur nach Deutschland zwischen 1871 und 1933. Dissertation. 2009
- (Hrsg.): Comics – Übersetzungen und Adaptionen. Reihe: TRANSÜD. Arbeiten zur Theorie und Praxis des Übersetzens. Frank & Timme, Berlin 2015
- (Hrsg.): Barrierefreie Kommunikation – Perspektiven aus Theorie und Praxis. Frank & Timme, Berlin 2016
- mit Maria Wünsche: Inklusion am Theater. Zwischen Ästhetik und Translation. Peter Lang, Bern 2018
- (Hrsg.) mit Marco Agnetta: Zum Rhythmuskonzept von Henri Meschonnic in Sprache und Translation. Olms/Universität Hildesheim 2021.

Übersetzungen
- Yann Apperry: Das zufällige Leben des Homer Idlewilde. Aufbau 2005
- Yann Apperry: Blue Notes. Aufbau 2007
- Marcel Aymé: Der wunderbare Friseur. Aufbau 2013
- René Belletto: Gesetzlos. Matthes & Seitz Berlin 2013
- Maurice Blanchot: Der Allerhöchste. Matthes & Seitz Berlin 2011
- Chahdortt Djavann: Die Stumme. Goldmann 2010
- Jean-Paul Dubois: Der Fall Sneijder. dtv 2014
- Jean-Paul Dubois: Jeder von uns bewohnt die Welt auf seine Weise. dtv 2020 (zusammen mit Uta Rüenauver)
- Paul Fournel: Die Liebe zum Fahrrad. Covadonga 2012
- Jean-Louis Fournier: Wo fahren wir hin, Papa? dtv premium 2009
- Alix Girod: Heilig auf High Heels. Fischer 2008
- Gaëlle Guernalec-Levy: Eine Nacht im Frühling am Meer. Aufbau 2009
- Christophe Honoré: Die Sanftheit. Wagenbach 2003
- mit Sonja Finck: Jean-Noel Jeanneney, Googles Herausforderung. Für eine europäische Bibliothek. Wagenbachs andere Taschenbücher WAT, Berlin 2006
- Serge Joncour: Ultraviolett. Klett & Cotta 2008
- Stéphanie Kalfon: Die Regenschirme des Erik Satie. Verlag Freies Geistesleben 2018
- Jeanne Lasco: Voilà, die Liebe!. Fischer 2005
- Michèle Lesbre: Purer Zufall. dtv, 2005
- Michèle Lesbre: Der Sekundenzeiger. dtv, 2007
- Michèle Lesbre: Das rote Canapé. dtv, 2009
- Claudine Le Tourneur d’Ison: Hira Mandi. Wagenbach 2006
- Martine Mairal: Ich, Montaignes letzte Liebe. dtv,  2006
- Raoul Mille: Die provençalische Wäscherin. Aufbau 2001
- Raoul Mille: Sturm über Nizza. Aufbau 2002
- Raoul Mille: Die Liebenden von Piemont. Aufbau 2003
- Céline Minard: Mit heiler Haut. Matthes & Seitz, Berlin 2014, ISBN 978-3-95757-100-7
- Céline Minard: So long, Luise. Matthes & Seitz, Berlin 2016, ISBN 978-3-95757-324-7
- Céline Minard: Das große Spiel. Matthes & Seitz, Berlin 2018, ISBN 978-3-95757-526-5
- Emmanuelle Pagano: Der Tag war blau. Wagenbach 2008
- Emmanuelle Pagano: Die Haarschublade. Wagenbach 2009
- Emmanuelle Pagano: Bübische Hände. Wagenbach 2011
- Emmanuelle Pagano: Auf dem Baum.
- Christian Pernath: Ein Morgen wie jeder andere. dtv premium, edition manholt 2009
- Sylvain Trudel: Mit Quecksilber unter der Zunge. Matthes & Seitz Berlin 2005
- Cécile Wajsbrot: Eclipse. Matthes & Seitz 2016